# Római kamilla
A római kamilla, más néven nemes pipitér (Chamaemelum nobile) az őszirózsafélék (Asteraceae) családjába tartozó gyógynövény. Európa nyugati és déli részein őshonos, hazánkban is termesztik. Aromás illatú, évelő növény. Kúszó gyökértörzséből 25–30 cm magas leveles szár emelkedik ki. Levelei szárnyasan szeldeltek, molyhosak. Virágfészkei hosszú kocsányon ülnek, a fészek szélén fehér nyelves virágok, közepén sárga csöves virágok vannak, az ezekből fejlődő termés kúpos, sima.

## Felhasználása
Virágait akkor gyűjtsük, amikor fehér nyeles virágszirmai lefelé kezdenek hajlani. Frissen és szárítva használhatjuk. Teája nem csak a légutakat tisztítja, hanem gyulladásgátló, nyugtató anyagokat is tartalmaz, gyomor- és bélgörcsök ellen, külsőleg hajápolásra, arclemosásra használható.
Gyulladásgátló és görcsoldó, valamint antibakteriális hatású. Azonban a kamilla, vagy hivatalos nevén orvosi székfű (Matricaria recutita), amelyet ugyanilyen célból használhatunk, sokkal hatásosabb.

## Külső hivatkozások
- Oldala a Fűszerkert honlapján
- A taxon adatlapja az ITIS adatbázisban.
- A taxon adatlapja a www.theplantlist.org honlapon. Archiválva 2013. április 2-i dátummal a Wayback Machine-ben